# Le Secret du docteur Kildare
Série Dr Kildare
On demande le docteur Kildare (1939) L'Étrange Cas du docteur Kildare (1940)
Pour plus de détails, voir Fiche technique et Distribution.
Le Secret du docteur Kildare (The Secret of Dr. Kildare) est un film américain en noir et blanc réalisé par Harold S. Bucquet, sorti en 1939.
Il s'agit du quatrième des dix films mettant en scène le personnage du docteur Kildare, mais le troisième tourné par les studios MGM.

## Synopsis
Le Dr Leonard Gillespie est sur le point de lancer un important projet de recherche à l'hôpital général de Blair pour améliorer l'utilisation d'un médicament sulfa, la sulfapyridine, comme remède contre la pneumonie avec l'aide de son assistant, Dr James Kildare. Paul Messenger, un magnat de Wall Street, demande l'aide de Gillespie pour diagnostiquer les changements de personnalité drastiques et soudains qui se produisent chez sa fille Nancy. Gillespie charge Kildare de se faire passer pour un vieil ami de la famille afin d'observer Nancy. Dans le même temps, Gillespie emprunte un avion pour faire voler Kildare à travers le pays en collectant des échantillons de sang pour que Gillespie les examine sans discontinuer.
Lorsque Gillespie s'effondre d'épuisement, Kildare oblige le vieux médecin grincheux à se reposer en tant que patient et persuade le chef de l'hôpital, le Dr Carew de l'affecter à travailler à plein temps sur l'affaire Messenger. Le déménagement de Kildare oblige Gillespie à suspendre le projet, et pendant que le vieux médecin part à la pêche pendant des vacances bien méritées, Kildare, cachant toujours son identité de médecin, commence à enquêter sur les causes des symptômes de Nancy. Il apprend que les symptômes de Nancy ont commencé à apparaître lorsqu'elle a craint d'avoir perdu l'amour de son fiancé.
En discutant avec Nora, la gouvernante de la famille, Kildare apprend que Nancy souffre de maux de tête aveuglants. Nora, qui dédaigne tous les médecins en raison de leur incapacité à aider la mère de Nancy, a convaincu Nancy qu'elle souffre du même type de tumeur au cerveau qui a tué sa mère. Nora emmène Nancy voir un guérisseur de la nature nommé John Xerxes Archley, ce qui incite Kildare à admettre qu'il est médecin et à contester le diagnostic d'Archley d'une « tumeur au cerveau », mais l'éloigne de la famille. Avec l'aide du chauffeur d'ambulance Joe Wayman et de sa fidèle clé à molette , Kildare a accès à Nancy, qui souffre désormais d' une cécité hystérique .
Kildare essaie de consulter Gillespie en vacances sur les symptômes de la fille mais est repoussé. Gillespie revient ostensiblement à Blair pour donner une conférence aux internes sur le traitement des symptômes psychosomatiques . Suivant les conseils de Gillespie, Kildare fait semblant d'opérer les yeux de Nancy et s'arrange pour que la première personne qu'elle voit par la suite soit son fiancé, guérissant ainsi sa cécité hystérique. Pendant ce temps, Gillespie revient de ses vacances ressuscité, et se rendant compte que Kildare a abandonné l'expérience uniquement par souci de sa santé, se réconcilie avec son assistant. Ensemble, ils se lancent à nouveau dans leurs recherches pour guérir la pneumonie.

## Fiche technique
- Titre original : The Secret of Dr. Kildare
- Titre français : Le Secret du docteur Kildare
- Réalisation : Harold S. Bucquet
- Scénario : Harry Ruskin, Willis Goldbeck, d’après l'histoire de Max Brand (1939)
- Direction artistique : Cedric Gibbons
- Photographie : Alfred Gilks
- Montage : Frank E. Hull
- Musique : David Snell
- Production : Lou L. Ostrow (non crédité)
- Société de production : Metro-Goldwyn-Mayer
- Pays d'origine :  États-Unis
- Langue d'origine : anglais
- Format : noir et blanc - 35 mm - 1,37:1 - son mono (Western Electric Sound System)
- Genre : Drame hospitalier
- Durée : 84 minutes
- Dates de sortie :
  - États-Unis : 24 novembre 1939
  - France : 12 juin 1942

## Distribution
- Lew Ayres : Dr Kildare
- Lionel Barrymore : Dr Leonard Barry Gillespie
- Lionel Atwill : Paul Messenger
- Helen Gilbert : Nancy Messenger
- Nat Pendleton : Joe Wayman
- Laraine Day : l'infirmière Mary Lamont
- Sara Haden : Nora
- Samuel S. Hinds : Dr Stephen Kildare
- Emma Dunn : Mme Martha Kildare
- Walter Kingsford : Dr S.J. Carew
- Grant Mitchell : John Xerxes Archley
- Alma Kruger : l'infirmière-chef Molly Byrd
- Robert Kent : Charles Herron
- Marie Blake : Sally, la standardiste
- Martha O'Driscoll : Mme Roberts
- Nell Craig : l'infirmière « Nosey » Parker
- George Reed : Conover
- Frank Orth : Mike Sullivan
- Alec Craig : le réparateur de telephone
- Emory Parnell : le policier de l'avenue Gaylore

### Films MGMDocteur Kildare
- 1938 : Le Jeune docteur Kildare (Young Dr. Kildare) de Harold S. Bucquet
- 1939 : On demande le docteur Kildare (Calling Dr. Kildare)
- 1939 : Le Secret du docteur Kildare (The Secret of Dr. Kildare)
- 1940 : L'Étrange Cas du docteur Kildare (Dr. Kildare's Strange Case)
- 1940 : Docteur Kildare, médecin de campagne (Dr. Kildare Goes Home)
- 1940 : Dr. Kildare's Crisis (inédit en France)
- 1941 : The People vs. Dr. Kildare (inédit en France)
- 1941 : Dr. Kildare's Wedding Day (inédit en France)
- 1942 : Dr. Kildare's Victory (inédit en France)